# Memento mori

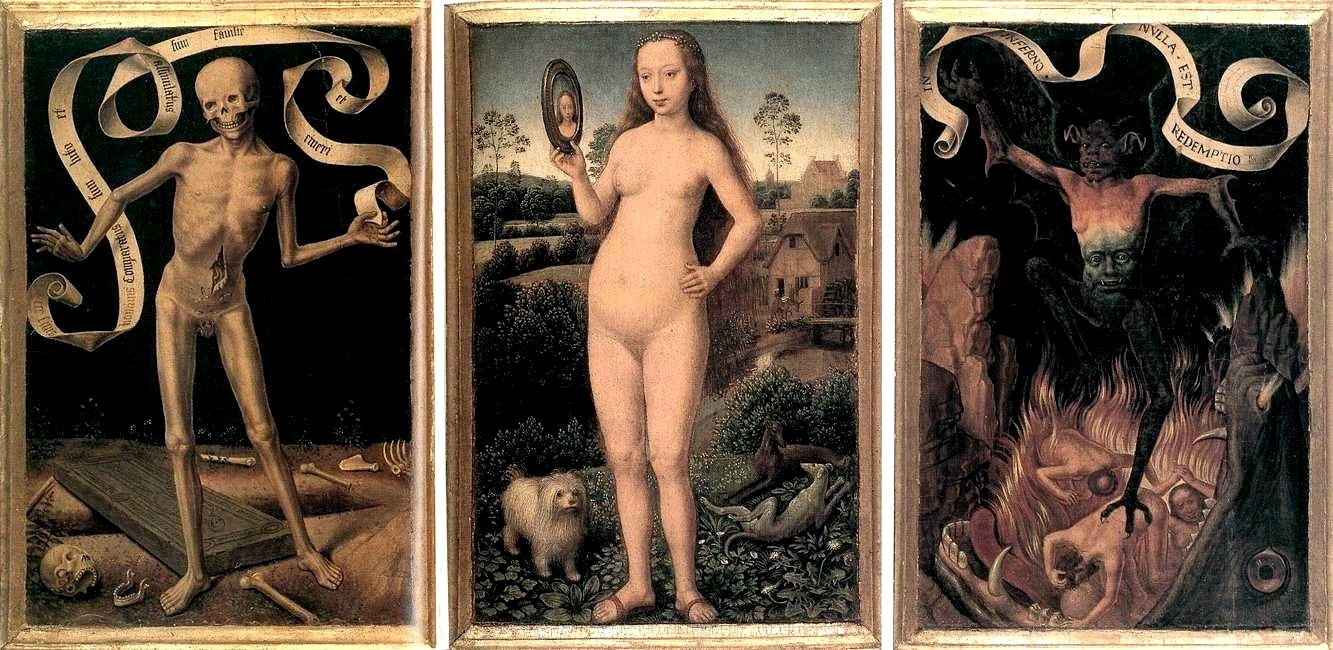
Uma obra memento mori, "Vaidade Terrena e Salvação Divina", de Hans Memling

Memento mori é uma expressão latina que significa "lembre-se de que é mortal" ou "de que morrerá" ou, ipsis litteris, "lembre-se da morte". Na antiguidade clássica, memento mori era uma expressão de reflexão utilizada pelos filósofos estoicos.
Esta expressão também foi a saudação dos paulianos Eremitas de São Paulo da França (1620–33), os "Irmãos da Morte". Além disso, inspirou várias obras no domínio da arte cristã. Dentre elas, os anéis memento mori foram manufaturados desde o fim do século XVI até meados do século XVII.
A expressão é associada também às paradas que Roma concedia em honra aos generais vitoriosos em batalha. Enquanto desfilava em triunfo perante a população da cidade, carregando os despojos das conquistas, um Auriga segurava uma coroa de louros sobre a cabeça do vitorioso enquanto sussurrava: "memento homo" (lembra-te de que és um homem) e "memento mori" (lembra-te de que és mortal). Com isso, procurava-se evitar que a adoração da plebe e a celebração dos feitos do homenageado o fizessem sentir-se elevado à divindade.[carece de fontes?]

## História do conceito

### Na antiguidade clássica (Ocidente)
De facto, a morte premeia o pensamento ocidental. Nomeadamente, Demócrito isolar-se-ia em meio às sepulturas. Até mesmo Platão, no Fédon, ao narrar a morte de Sócrates, terá escrito que a filosofia, na prática, era sobre "morrer e estar morrendo".

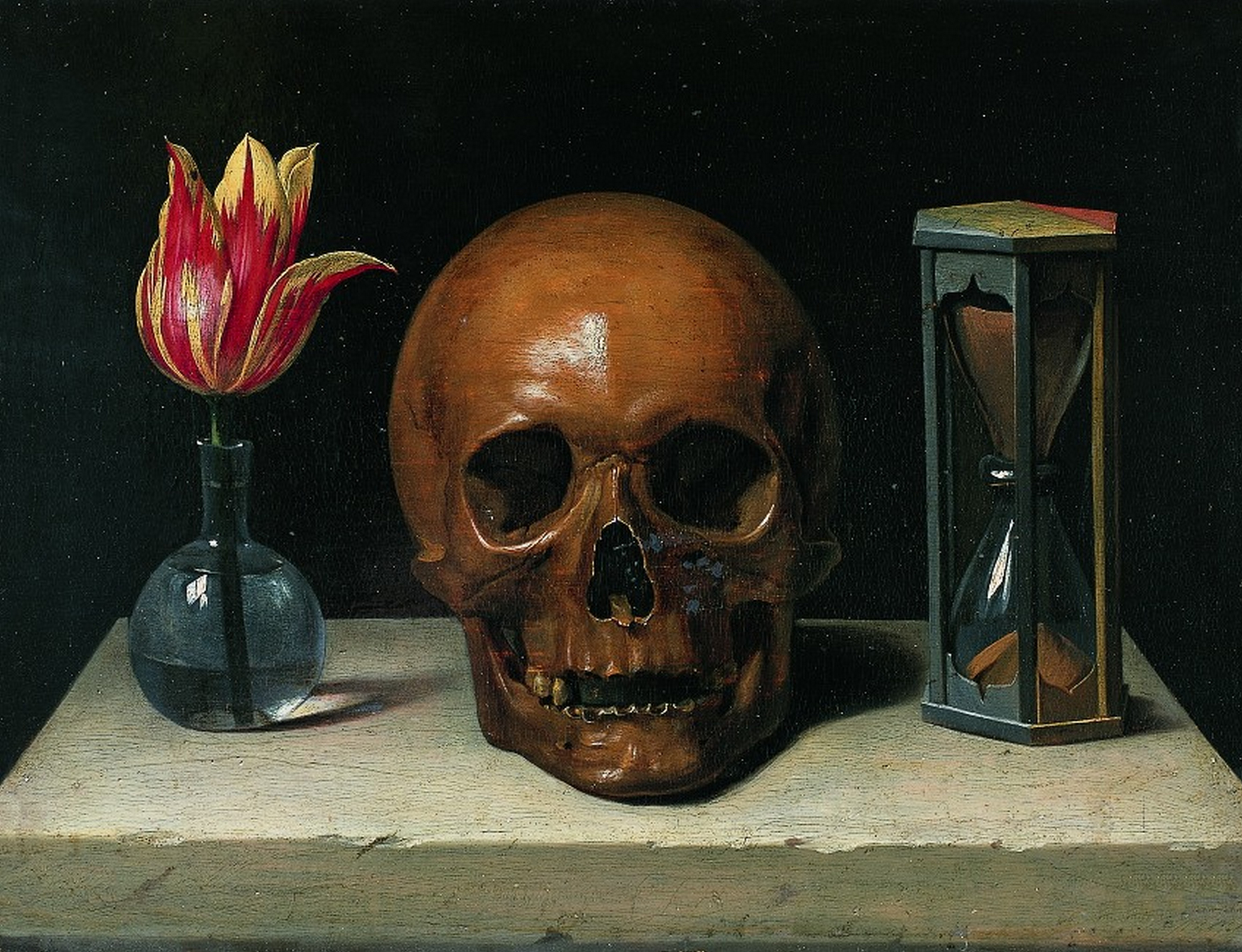
Vanitas de Philippe de Champaigne (c. 1671)

Memento mori é, mormente, um conceito fundamental do estoicismo, segundo o qual a morte, natural e correta, não deve ser temida, mas elaborada. Crucial para os estoicos da Antiguidade Clássica, as cartas de Séneca enchem-se de injunções à meditação sobre a morte. Séneca diz:
"Muitos homens se apegaram e apegam à vida, assim como os que são levados pela correnteza e se agarram às pedras afiadas. A maioria deles mingua e flui em miséria face ao medo da morte e às dificuldades da vida; esses não estão dispostos a viver e ainda não sabem como morrer."
De igual modo, Epiteto aconselhou os seus estudantes a que, quando beijassem os mais próximos, se lembrassem da própria mortalidade, restringindo o seu prazer, como o fazem "aqueles que permanecem com os homens nos triunfos e os lembram de que são mortais". Ademais, Marco Aurélio convidou os leitores a "considerar o quão efêmeras e mesquinhas são todas as coisas mortais" na sua obra Meditações. 
Era, aliás, comum, segundo alguns relatos do triunfo romano, que um companheiro ou escravo público ficasse atrás ou perto do general triunfante durante a procissão e o lembrasse, às vezes, da sua própria mortalidade ou o incitasse a "olhar para trás". Uma versão deste aviso é, no geral, traduzida como "Lembre-se, César, você é mortal" (tal como no livro Fahrenheit 451).

### No Judaísmo
Várias passagens do Antigo Testamento exortam à lembrança da morte. No Salmo 90, Moisés ora para que Deus ensine a seu povo "a contar os nossos dias, para que alcancemos um coração sábio" (Salmo 90:12). Em Eclesiastes, o Pregador insiste que “É melhor ir à casa do luto do que ir à casa da festa, pois este é o fim de toda a humanidade, e os vivos levarão isso a sério” (Ecl. 7:2 ). Em Isaías, o tempo de vida do ser humano é comparado ao curto tempo de vida da erva: "A erva murcha, a flor murcha quando o sopro do Senhor sopra sobre ela; certamente o povo é erva" (Is .40:7). 

### No cristianismo primitivo
A expressão memento mori desenvolveu-se com o crescimento do cristianismo, que enfatizava o Céu, o Inferno, o Hades e a salvação da alma na vida após a morte. O escritor cristão do século II, Tertuliano, afirmou em seu livro "Apologética", que durante uma procissão triunfal, um general vitorioso tinha alguém atrás dele, segurando uma coroa sobre sua cabeça e sussurrando: " Respice post te. Hominem te esse memento. Memento mori. " ("Cuide de si mesmo. Lembre-se de que você é um homem. Lembre-se de que você morrerá."). Embora nos tempos modernos isso tenha se tornado uma expressão padrão, na verdade nenhum outro autor antigo confirma isso, e pode ter sido uma moralização cristã por parte de Tertuliano, em vez de um relato histórico preciso. 

## Na Europa, da era medieval à era vitoriana

#### Teologia Cristã
O pensamento foi então utilizado no Cristianismo, cuja forte ênfase no julgamento divino, no céu, no inferno e na salvação da alma trouxe a morte para o primeiro plano da consciência. No contexto cristão, o memento mori adquire um propósito moralizante bastante oposto ao tema nunc est bibendum (agora é a hora de beber) da antiguidade clássica. Para o cristão, a perspectiva da morte serve para enfatizar o vazio e a fugacidade dos prazeres, luxos e realizações terrenas e, portanto, também como um convite para concentrar os pensamentos na perspectiva da vida após a morte. Uma passagem bíblica frequentemente associada ao memento mori neste contexto é In omnibus operibus tuis memorare novissima tua, et in aeternum non peccabis (a tradução latina da Vulgata de Eclesiástico 7:40 , "em todas as tuas obras, esteja atento ao teu último fim e nunca pecarás.") Isto encontra expressão ritual nos ritos da Quarta-feira de Cinzas, quando as cinzas são colocadas sobre as cabeças dos adoradores com as palavras: "Lembre-se, homem, que você é pó e ao pó retornará." Memento mori tem sido uma parte importante das disciplinas ascéticas como meio de aperfeiçoar o caráter, cultivando o desapego e outras virtudes, e voltando a atenção para a imortalidade da alma e a vida após a morte. 

#### Arquitetura
Os lugares mais óbvios para procurar meditações memento mori são na arte funerária e na arquitetura. Talvez o mais marcante para as mentes contemporâneas seja o transi ou túmulo de cadáver, um túmulo que retrata o cadáver em decomposição do falecido. Isto se tornou uma moda nos túmulos dos ricos no século XV, e os exemplos sobreviventes ainda oferecem uma lembrança nítida da vaidade das riquezas terrenas. Mais tarde, as lápides puritanas nos Estados Unidos coloniais frequentemente representavam crânios alados, esqueletos ou anjos apagando velas. Estes estão entre os numerosos temas associados às imagens do crânio. Outro exemplo de memento mori são as capelas de ossos, como a Capela dos Ossos em Évora ou a Cripta dos Capuchinhos em Roma. São capelas cujas paredes estão total ou parcialmente cobertas por restos humanos, maioritariamente ossos. A entrada da Capela dos Ossos tem a seguinte frase: “Nós, ossos, aqui deitados nus, aguardamos os vossos”. 

#### Arte visual
Relógios têm sido usados para ilustrar que o tempo dos seres vivos na Terra fica mais curto a cada minuto que passa. Os relógios públicos seriam decorados com lemas como ultima forsan ("talvez a última" [hora]) ou vulnerant omnes, ultima necat ("todos ferem e os últimos matam"). Os relógios carregam o lema tempus fugit , “o tempo foge”. Relógios antigos que batiam muitas vezes exibiam autômatos que apareciam e marcavam a hora; alguns dos célebres relógios autômatos de Augsburg, Alemanha, faziam a Morte bater a hora. As pessoas privadas carregavam lembranças menores de sua própria mortalidade. Maria, Rainha da Escócia, possuía um grande relógio esculpido na forma de uma caveira de prata, embelezado com as linhas de Horácio : "A morte pálida bate com o mesmo ritmo nas cabanas dos pobres e nas torres dos reis. No final do século 16 e durante o século 17, as joias memento mori eram populares. Os itens incluíam anéis de luto, pingentes , medalhões e broches. Essas peças representavam pequenos motivos de caveiras, ossos e caixões, além de mensagens e nomes dos falecidos, escolhidos em metais preciosos e esmalte.  
No mesmo período surgiu o gênero artístico conhecido como vanitas, palavra latina para "vazio" ou "vaidade". Especialmente populares na Holanda e depois se espalhando para outras nações europeias, as pinturas vanitas normalmente representavam conjuntos de numerosos objetos simbólicos, como crânios humanos, velas gotejantes, flores murchas, bolhas de sabão, borboletas e ampulhetas. Em conjunto, as assembleias vanitas transmitiram a impermanência dos esforços humanos e da decadência que é inevitável com a passagem do tempo. Veja também os temas associados à imagem da caveira. A serigrafia de 2007 do artista de rua Banksy "Grin Reaper" apresenta o Grim Reaper com carinha sorridente de acid house sentado em um relógio demonstrando a morte esperando por todos nós. 

#### Literatura
Memento mori também é um tema literário importante. Meditações literárias bem conhecidas sobre a morte na prosa inglesa incluem Hydriotaphia, Urn Burial, de Sir Thomas Browne, e Holy Living and Holy Dying, de Jeremy Taylor. Estas obras faziam parte de um culto jacobino à melancolia que marcou o fim da era elisabetana. No final do século XVIII, as elegias literárias eram um gênero comum; Elegy Written in a Country Churchyard, de Thomas Gray, e Night Thoughts, de Edward Young, são membros típicos do gênero. Na literatura devocional europeia da Renascença, a Ars Moriendi, o memento mori tinha valor moral ao lembrar os indivíduos da sua mortalidade. 

#### Música
Além do gênero de réquiem e música fúnebre, há também uma rica tradição de memento mori na música antiga da Europa. Especialmente aqueles que enfrentaram a morte sempre presente durante as recorrentes pandemias de peste bubônica a partir da década de 1340 tentaram se endurecer antecipando o inevitável nos cantos, desde os simples Geisslerlieder do movimento Flagelante até as canções claustrais ou cortesãs mais refinadas. As letras muitas vezes viam a vida como um vale de lágrimas necessário e dado por Deus, com a morte como resgate, e lembravam as pessoas de levar vidas sem pecado para ter uma chance no Dia do Julgamento. As duas estrofes latinas seguintes (com suas traduções para o inglês) são típicas do memento mori na música medieval; eles são do virelai Ad Mortem Festinamus do Llibre Vermell de Montserrat de 1399: 
| A vida é curta e em breve terminará; A morte chega rapidamente e não respeita ninguém, a morte destrói tudo e não tem pena de ninguém. Estamos nos apressando para a morte, evitemos pecar. Se você não voltar atrás e se tornar como uma criança, E mudar sua vida para melhor, Você não poderá entrar, bendito, no Reino de Deus. Estamos nos apressando para a morte, evitemos pecar. |

#### Dança da Morte
A dança macabra é outro exemplo bem conhecido do tema memento mori, com sua representação dançante do Grim Reaper carregando ricos e pobres. Esta e outras representações semelhantes da Morte decoraram muitas igrejas europeias. 

### A saudação dos Eremitas de São Paulo da França
Memento mori foi a saudação usada pelos Eremitas de São Paulo da França (1620-1633), também conhecidos como Irmãos da Morte. Às vezes afirma-se que os trapistas usam esta saudação, mas isso não é verdade. 

### Na América Puritana
A arte colonial americana viu um grande número de imagens de memento mori devido à influência puritana. A comunidade puritana na América do Norte do século XVII menosprezava a arte porque acreditava que ela afastava os fiéis de Deus e, se afastasse de Deus, só poderia levar ao diabo. Contudo, os retratos eram considerados registros históricos e, como tal, eram permitidos. Thomas Smith, um puritano do século XVII, lutou em muitas batalhas navais e também pintou. Em seu autorretrato, vemos essas atividades representadas ao lado de um típico memento mori puritano com uma caveira, sugerindo sua consciência da morte iminente. 

O poema debaixo da caveira enfatiza a aceitação da morte por Thomas Smith e o afastamento do mundo dos vivos:
Por que eu deveria estar cuidando do mundo, encontrando nele um mundo de males. Então Mundo Distante: Distante, , teus jarres, tuas alegrias, teus brinquedos, tuas artimanhas, tuas guerras. O Som da Verdade se Retrai: Não estou triste. O Eterno atrai para ele meu coração, pela fé (que pode tua força subverter) para me coroar (depois da graça) com glória. 

### Dia dos Mortos no México
Grande parte da arte memento mori está associada ao festival mexicano Dia dos Mortos, incluindo doces em forma de caveira e pães adornados com "ossos" de pão. Este tema também foi expresso de forma famosa nas obras do gravador mexicano José Guadalupe Posada, nas quais pessoas de diversas esferas da vida são retratadas como esqueletos. Outra manifestação do memento mori é encontrada na "Calavera" mexicana, uma composição literária em verso normalmente escrita em homenagem a uma pessoa que ainda está viva, mas escrita como se essa pessoa estivesse morta. Estas composições têm um tom cômico e muitas vezes são oferecidas de um amigo para outro durante o Dia dos Mortos. 

### Cultura contemporânea
Roman Krznaric sugere que Memento Mori é um tópico importante para trazer de volta aos nossos pensamentos e sistema de crenças; "Os filósofos criaram muito do que chamo de 'provadores da morte' – experimentos mentais para aproveitar o dia." Esses experimentos mentais são poderosos para nos reorientar de volta à morte, à consciência atual e à vida com espontaneidade. Albert Camus afirmou: "Aceite a morte, depois disso tudo é possível." Jean-Paul Sartre expressou que a vida nos é dada cedo e no final é encurtada, ao mesmo tempo que nos é tirada a cada passo do caminho, enfatizando que o fim é apenas o começo de cada dia. 

## Oriente

### Budismo e Budismo Tibetano
No Japão, a influência do budismo zen com a contemplação da morte sobre a cultura indígena pode ser estimada pela seguinte citação, extraída do tratado samurai em ética, o Hagakure:
"O caminho do samurai é, manhã após manhã, a prática da morte, considerando se estará aqui ou lá, imaginando a mais levemente forma de morrer, e entregando a mente firmemente à morte. Ainda que isto possa ser uma coisa muito difícil, se alguém a fizer pode ser feito. Há nada que um deva supor que não possa ser feito."
Na apreciação anual das flores de cerejeira e das cores do outono, hanami e momijigari, foi filosofado que as coisas são mais esplêndidas no momento antes de sua queda, e que o objetivo é viver e morrer de maneira semelhante. 
A prática budista maranasati medita sobre a morte. A palavra é um composto Pāli de marana 'morte' (um cognato indo-europeu do latim mori ) e sati 'consciência', muito próximo de memento mori. É usado pela primeira vez nos primeiros textos budistas, o suttapiṭaka do Cânon Pāli , com paralelos nos āgamas das Escolas do "Norte". No budismo tibetano, existe uma prática de treinamento mental conhecida como Lojong . Os estágios iniciais do Lojong clássico começam com “Os Quatro Pensamentos que Transformam a Mente” ou, mais literalmente, “Quatro Contemplações para Causar uma Revolução na Mente”. O segundo desses quatro é a contemplação da impermanência e da morte.  Em particular, contemplamos isso;
- Todas as coisas compostas são impermanentes.
- O corpo humano é uma coisa composta.
- Portanto, a morte do corpo é certa.
- A hora da morte é incerta e está além do nosso controle. [28]

Há uma série de formulações clássicas de versos dessas contemplações destinadas à reflexão diária para superar nossa forte tendência habitual de viver como se certamente não iríamos morrer hoje. 

#### Sutra de Lalitavistara
O seguinte é do Sutra de Lalitavistara, uma obra importante no cânone clássico do sânscrito: 
| Os seres estão em chamas com os sofrimentos da doença e da velhice, E sem defesa contra a conflagração da Morte Os desnorteados, buscando refúgio na existência mundana Giram e giram, como abelhas presas em uma jarra. Os três mundos são passageiros como nuvens de outono. Como uma performance encenada, os seres vêm e vão. Em ondas tumultuosas, correndo, como corredeiras sobre um penhasco. Como um relâmpago, os andarilhos do samsara surgem e desaparecem num piscar de olhos. |

#### O Udānavarga
Um verso muito conhecido nos cânones Pali, Sânscrito e Tibetano afirma, em sua versão sânscrita, o Udānavarga :
| Tudo o que for adquirido será perdido O que sobe cairá Onde houver encontro haverá separação O que nasce certamente morrerá. |

#### Shantideva, Bodhicaryavatara (O Modo de Vida do Bodhisattva)
Shantideva, no Bodhisattvacaryāvatāra (O Modo de Vida do Bodhisattva) reflete detalhadamente:
A morte não diferencia entre tarefas realizadas e desfeitas.
Este traidor não merece a confiança dos saudáveis ou dos doentes,
pois é como um grande e inesperado raio. ACA 2.33
Meus inimigos não permanecerão, nem meus amigos permanecerão.
Eu não permanecerei. Nada permanecerá. ACA 2:35
Tudo o que for experimentado desaparecerá na memória.
Como uma experiência de sonho,
tudo o que passou não será visto novamente. ACA 2:36
Dia e noite, a expectativa de vida diminui incessantemente
e não há acréscimo a ela. Não devo morrer então? ACA 2:39
Para uma pessoa capturada pelos mensageiros da Morte,
para que serve um parente e para que serve um amigo?
Naquela época, o mérito por si só é uma proteção,

e não me dediquei a isso. ARC 2:41 

#### Em obras mais modernas do budismo tibetano
Em um texto prático escrito pelo mestre tibetano do século XIX Dudjom Lingpa para meditadores sérios, ele formula a segunda contemplação desta forma: 
Nesta ocasião em que você tem tantas oportunidades em termos de corpo, ambiente, amigos, mentores espirituais, tempo e instruções práticas, sem procrastinar até amanhã e no dia seguinte, desperte um senso de urgência, como se uma faísca atingisse em seu corpo ou um grão de areia caiu em seu olho. Se você não se aplicou rapidamente à prática, examine os nascimentos e mortes de outros seres e reflita continuamente sobre a imprevisibilidade de sua vida e o momento de sua morte, e sobre a incerteza de sua própria situação. Medite sobre isso até integrá-lo definitivamente em sua mente… As aparências desta vida, incluindo o ambiente e os amigos, são como o sonho da noite passada, e esta vida passa mais rapidamente do que um relâmpago no céu. Não há fim para este trabalho sem sentido. Que piada se preparar para viver para sempre! Onde quer que você nasça, nas alturas ou nas profundezas do saṃsāra, o grande laço do sofrimento o manterá firme. Adquirir liberdade para si mesmo é tão raro quanto uma estrela durante o dia, então como é possível praticar e alcançar a libertação? A raiz de todo treinamento mental e instruções práticas está plantada no conhecimento da natureza da existência. Não há outro caminho. Eu, um velho vagabundo, sacudi minha mochila de mendigo e foi isso que saiu. 
O mestre tibetano contemporâneo, Yangthang Rinpoche, em seu breve texto "Resumo da Visão, Meditação e Conduta":
Você obteve uma vida humana, que é difícil de encontrar,
Despertou a intenção de um espírito de emergência, que é difícil de despertar,
Conheceu um guru qualificado, que é difícil de encontrar,
E você encontrou o Dharma sublime, que é difícil de encontrar.
Reflita repetidamente sobre a dificuldade de obter uma vida humana tão boa.
Se você não tornar isso significativo,
será como uma lamparina de manteiga no vento da impermanência.

Não conte com isso por muito tempo. 
O Cânon Tibetano também inclui materiais abundantes sobre a preparação meditativa para o processo de morte e o bardo do período intermediário entre a morte e o renascimento. Entre eles estão o famoso “Livro Tibetano dos Mortos”, no Bardo Tibetano Thodol , a “Libertação Natural através da Audição no Bardo”. 

### Islã
A "lembrança da morte" (em árabe: تذكرة الموت, Tadhkirat al-Mawt) tem sido um tema importante na espiritualidade islâmica (i.e. "tazkiya" significando autopurificação, ou purificação do coração) desde a época do profeta Maomé em Medina. Está baseada no Alcorão, onde há recorrentes injunções a dar atenção ao destino das gerações anteriores. Alguns ṣūfiyyah são chamados "ahl al-qubur" ("povo dos túmulos"), devido à sua prática de frequentar cemitérios a fim de ponderar sobre a mortalidade e a vaidade da vida — seguindo ensinamentos de Maomé para visitar tais locais.

### Islândia
O Hávamál ("Ditos do Altíssimo"), uma compilação islandesa do século XIII poeticamente atribuída ao deus Odin, inclui duas partes — o Gestaþáttr e o Loddfáfnismál — oferecendo muitos provérbios gnômicos que expressam a filosofia memento mori, sendo o mais famoso o Gestaþáttr número 77:
| Os animais morrem, os amigos morrem e você também morrerá; mas de uma coisa eu sei que nunca morrem as histórias de quem morreu. |

## Arte moderna
Em The Austere Academy, quinto livro da série A Series of Unfortunate Events, a expressão é usada como lema da escola onde os protagonistas estudam.